# Амбаровка
Амбаровка (груз. ამბაროვკა, азерб. Ambarlı) — село Марнеульского муниципалитета, края Квемо-Картли республики Грузия с 96 %-ным азербайджанским населением. Находится на юге Грузии, на территории исторической области Борчалы.

## География
Граничит с селами Кешало, Алгети, Тазакенди, Калинино, Бирлики и Акалшени Марнеульского Муниципалитета.

## Население
По данным Государственного статистического комитета Грузии, согласно официальной переписи 2002 года, численность населения села Амбаровка составляет 1249 человек и на 96 % состоит из азербайджанцев.

## Экономика
Население в основном занимается сельским хозяйством, овцеводством, скотоводством и овощеводством. Летом 2009 года в село была проведена новая водопроводная линия.

## Достопримечательности
- Мечеть
- Средняя школа[5]